# Nadeschda Wiktorowna Trojan
Nadeschda Wiktorowna Trojan (russisch Надежда Викторовна Троян; * 24. Oktober 1921 in Drissa, Gouvernement Witebsk, RSFSR; † 7. September 2011 in Moskau) war eine sowjetische bzw. russische Widerstandskämpferin gegen den Nationalsozialismus und Medizinerin.

## Leben
Trojan, Tochter eines Angestellten, besuchte die 10-Klassen-Schule mit Abschluss. Nach Beginn des Deutschen Angriffskriegs befand sie sich in dem von der Wehrmacht besetzten Gebiet und beteiligte sich an der Arbeit der in einer Torffabrik gegründeten Komsomol-Untergrundorganisation in Smolewitschi, Oblast Minsk. Erkundigungen wurden durchgeführt, den Partisanen und ihren Familien wurde geholfen, und Flugblätter wurden geschrieben und verteilt. Ab Juli 1942 war Trojan Verbindungsperson und Krankenschwester verschiedener Partisanengruppen. Sie war an der Organisation von Brückensprengungen, an Angriffen auf Wagenkolonnen der Wehrmacht und an Gefechten  beteiligt. Mit Marija Ossipowa und Jelena  Masanik beteiligte sie sich an der Vorbereitung des Anschlags auf Wilhelm Kube, Generalkommissar des Generalbezirks Weißruthenien im Reichskommissariat Ostland.
Nach dem Krieg studierte Trojan am 1. Moskauer Medizinischen Institut mit Abschluss 1947. Sie arbeitete dann als Direktorin des Forschungsinstituts für Gesundheitsaufklärung des Gesundheitsministeriums der UdSSR und als Dozentin am Lehrstuhl für Chirurgie des 1. Moskauer Medizinischen Instituts. Sie war Kandidatin der medizinischen Wissenschaften.
Daneben war Trojan Präsidiumsmitglied des Sowjetischen Komitees der Kriegsveteranen, Mitglied des Komitees für Verteidigung des Friedens, Vorsitzende des Exekutivkomitees des Verbandes der Gesellschaften des Roten Kreuzes und des Roten Halbmonds in der UdSSR, Mitglied des Rats der Internationalen Föderation der Widerstandskämpfer und Ko-Vorsitzende der Internationalen Organisation für Gesundheitsaufklärung.
Für die Rehabilitierung des unter Chruschtschow zu Unrecht zu Lagerhaft verurteilten früheren Geheimdienstchef Pawel Sudoplatow und dessen ebenso verurteilten Stellvertreters Naum Eitingon unterschrieb Trojan einen kollektiven Brief. Sie initiierte 2005 die Umbenennung der Moskauer Metro-Station Ismailowski Park in Partisanskaja, in der während des Krieges Partisanen vor ihrem Einsatz ausgebildet worden waren.
Trojan war mit dem Kriegskorrespondenten Wassili Korotejew (1911–1964) verheiratet. Ihr Sohn Alexei wurde Herzchirurg. Sie starb am 7. September 2011 in Moskau und wurde auf dem Friedhof Trojekurowo bestattet.
An einem Erweiterungsbau der nach Trojan benannten Moskauer Schule Nr. 1288 wurde 2021 ihre Büste des Bildhauers Salawat Schtscherbakow enthüllt. Am Vortag des Tages des Sieges 2022 wurde die Mittelschule Nr. 2 in Werchnjadswinsk  nach ihr benannt.

## Ehrungen, Preise
- Held der Sowjetunion mit Leninorden und Medaille Goldener Stern (1943)[1]
- Orden des Roten Sterns[1]
- Orden des Vaterländischen Krieges I. Klasse[1]
- Orden des Roten Banners der Arbeit (zweimal)[1]
- Orden der Völkerfreundschaft (1994)[7]